# جون جانغ
جون جانغ (بالإنجليزية: Jon Jang)‏ هو عازف جاز وعازف بيانو وملحن أمريكي، ولد في 11 مارس 1954.

## وصلات خارجية
- جون جانغ على موقع ميوزك برينز (الإنجليزية)
- جون جانغ على موقع ديسكوغز (الإنجليزية)